# Air Maëstro
Pour les articles homonymes, voir Maestro (homonymie).
Air Maëstro était une compagnie aérienne charter québécoise. Fondée en 2006, elle cessa ses opérations le 7 mars 2007.

## Historique
- Le 19 avril 2006 "Air Maëstro" voir le jour, . Un nouveau grossiste en voyages est aussi créé pour le desservir, "Vacances Maëstro"[1],[2]. Air Maëstro offrait, à partir de décembre 2006, des vols à partir de Québec et vers Québec, dans plusieurs grandes villes européennes. américaines et canadiennes[3],[4].

- Le 13 septembre 2006, la compagnie Skyservice Airlines signe un contrat de cinq ans avec la compagnie Air Maëstro à titre d'opérateur aérien pour la location d'un Boeing 757 la première année et d'un second la deuxième, tous deux d'une capacité de 215 sièges.

- Le 18 septembre 2006, Air Maëstro annonce le début officiel de ses opérations le 18 décembre 2006 et dévoile en ligne sa brochure commerciale[5].

- Le 7 mars 2007, la compagnie annonce sa fermeture définitive en raison de la concurrence commerciale et de la surcapacité de l'occupation des vols dans la ville de Québec[6], le jour même où elle annonçait de nouvelles liaisons vers l'Europe, dont Paris et Bruxelles depuis Québec.